# Dio-Gare
Dio-Gare is een gemeente (commune) in de regio Koulikoro in Mali. De gemeente telt 12.700 inwoners (2009).
De gemeente bestaat uit de volgende plaatsen:
- Diffemou
- Dio-Gare
- Dio-Village
- Kalanzan
- Komi-Komi
- Magnabougou
- Sotoly